# PGC 3117027
LEDA/PGC 3117027 ist eine Galaxie mit aktivem Galaxienkern im Sternbild Walfisch südlich der Ekliptik. Sie ist schätzungsweise 1,4 Milliarden Lichtjahre von der Milchstraße entfernt.

Im selben Himmelsareal befinden sich u. a. die Galaxien NGC 196, NGC 197, NGC 201, NGC 223.